# Lathrolestes truncatus
Lathrolestes truncatus là một loài tò vò trong họ Ichneumonidae.